# LWRC M6
M6は、LWRCインターナショナルによって設計および製造された一連のカービンである。それはM4カービンを元にしており、パーツの80％を共有している。 「M」と名前についているが、アメリカ軍の制式採用ではない。 HK416と同様、独自のガスピストンシステムとボルトキャリア/キャリアキーの設計により、弾丸が発射された際に排出されるガスが武器のボルトキャリアまたはレシーバに接触するのを防ぎ、内部の加熱やガスによる汚染を低減し、また 武器のメンテナンスを簡素化し、信頼性を向上させる。
標準となるバレルの長さは16.1インチで、バレル、内外ともにピストン部品を覆うフェライト軟窒加工された1/7インチのツイスト（6条、右回り）バレルを備えている。また、10.5インチ、12.7インチ、14.7インチ、18インチ（一部のモデルで使用可能）のバレル長が用意されている。
ディスカバリーチャンネルでは、M6A2とM6A4が登場した。さらにこの武器は、SWATチームが装備するカービンとして、スパイクTVショー最悪の戦士のエピソード、「SWAT対GSG-9」において特集された。

## モデル

### M6
M6はLWRCの最も基本的なモデルである。それはM4カービンによく似ているが、LWRC社のAR-15クローンはすべてのモデルにショートストロークガスピストンシステムを採用している。
なお、本稿で説明されているM6はのちにLWRCの最も基本的な製品として、M6-SL（ストレッチライトウェイト）に置き換えられた。

### M6A1
M6A1もM4に酷似しているが、アメリカ特殊作戦軍で使用されているSOPMODアクセサリーを無加工で取り付けることができるように設計されている。M6とM6A1の違いはレイルシステムがあるかどうかの違いである。

### M6A2
M6A2はLWRC社によって、「標準的なカービン」とされ、オプションであるロングバレル等を組み込んで、マークスマンライフルとして使用することが可能である。それは、M6A2 D-DEAと呼ばれる特別なモデルであり、麻薬取締局の制式採用を受けたモデルであった。
すべてのA2シリーズはA1およびA3モデルに見られるような照星が備え付けられていないため、MIL-STD-1913に合致するレイルシステムに取り付けられた非常用アイアンサイトを使用している。

### 個人防衛火器モデル「PSD」
「PSD」は8インチのバレルとマグプルCTRストックを備えるショートバレルモデルである。M6A2カービンより派生した5.56mm NATO弾もしくは6.8mmレミントンSPCを装填することが可能である。また、M6A2のピストルモデルのようなストックがないモデルも入手可能であるが、アメリカの銃規制基準に合致するようにセミオートであり、5.56mm NATO弾もしくは6.8mm レミントンSPCを装填することが可能である。
M6A3はマークスマンライフルとして設計されている。 このライフルは、ショートストロークガスピストンシステムを使用して反動を低減し、フォローアップショットのスピードを上昇させる。 調整可能なガスシステムを備え、ユーザーはライフルをさまざまな条件に適応させることが可能である。また、スコープやリフレックスサイトに適応するように設計されている。 A3は、M6とM6A1の固定ARシリーズサイトとは対照的に、フリップアップフロントサイトを使用するガスブロックを内蔵している。

### M6A4
M6A4は、チームの自動武器の役割を果たすように設計されている。これは、アメリカ海兵隊のIARプロジェクトのために開発されたもので、一部のM249を置き換えようとした。しかし、IARプロジェクトにはHK416のバリアントが選定された。
M6A3と同じく、セミオート射撃の際にはクローズドボルト方式での発射、また、フルオート射撃時には「OBA」と表示されているオープンボルト方式での発射となる。 OBAモードの間、第1ラウンドは、閉鎖ボルトから発射されてもよい（オペレーターが手動でボルトを再び閉じるまで、これはロックバックされ、その後のショットはオープンボルト方式での発射となる）オープンボルト方式での発砲は冷却重視であり、過熱したチャンバ内での「コックオフ」を起こした弾丸に起因する暴発の可能性を低減する。また、より速い発射速度を可能にする。しかし、オープンボルト方式での設計は、クローズドボルト方式と比較して、一発目の精度が低下することを意味した。これは、引き金を引くと、ボルトがバネの張力下で前方に叩かれ、供給装置より弾丸をチャンバに入れてから発射するというプロセスを踏むオープンボルト方式が採用する発射機構による。この一連の出来事は銃器を揺さぶって、一発目（より長い閉鎖時間）を撃つためにクローズドボルト方式よりも長くかかる。
最終的にキャンセルされたアメリカ陸軍の個々の兵器競技会用に開発されたIndividual Carbineは、5.56×45mmの武器である。 最初のバッチユニットは14.7インチまたは16.1インチの螺旋溝付きバレルを使用した。 その後のユニットはより慣習的なスタイルに戻った。 フロントガスブロックは、フライアップアイアンサイトを備えた差し込み式マウントガスブロックを介し、他のM6シリーズとは異なっていた。 このICのサブバリエーションであるIC-SPRは、低プロファイルのガスブロックを備えていた。 このシステムでは、上部レシーバの一部として鍛造されたモノリシックレールシステムが使用されていた。 ICには、Magpul MOEピストルグリップ、Magpulストック、または独自のコンパクトストックが標準装備されている。 M6-ICは競技会の一環としては選ばれていなかった。
Six8は、M6シリーズの派生品で、M6A2、M6A2 SPR、PSDに準拠しているが、6.8×43mm SPCII周りに特別に設計されている。 LWRCIはATKとMagpulと提携し、Six8を開発して海外の大規模な軍事契約を達成した。。 ATKは短弾薬の小銃用に最適化された90粒のゴールドドットの契約弾薬を開発した。 Magpulは、PMAGの「Black Widow」というより大きなバリエーションを作成した。 上部と下部のレシーバはこのMagpulマガジンに合うように特別に開発され、6.8×43mmの周りに最適化されている。 シックス8シリーズのフラッグシップモデルは、8.5インチバレルのUCIWである。 A2およびSPRバリエーションは、12.7,14.7、および16.1インチを含む長いバレル長を特長としている。

## 使用者
| 国             |                                  | 仕様      |       |
| -------------- | -------------------------------- | --------- | ----- |
| ヨルダン       |                                  | 6.8 PSD   | [ 5 ] |
| サウジアラビア | Royal Guard Regiment             | Six8 UCIW | [ 6 ] |
| スウェーデン   | 特殊部隊と法執行機関のSWATチーム | M6IC      | [ 7 ] |
| イギリス       | 22nd SAS Regiment                | M6A2 UCIW | [ 8 ] |